# Абу-Саид (Кара-Коюнлу)
Абу-Саид Бусат (? — 1431) — султан государства Кара-Коюнлу (1429—1431), пятый сын Кара-Юсуфа.

## Биография
Представитель династии Кара-Коюнлу. Пятый сын Кара-Юсуфа (1356—1420), 2-го султана Кара-Коюнлу (1410—1420). Его братья — Пирбудаг, Искандар-хан, Джаханшах, Шах-Мухаммад и Испенд.
В правление своего отца Абу-Саид занимал должность губернатора Эрзинджана. После смерти Кара-Юсуфа в 1420 году Абу-Саид начал борьбу за власть с братьями Кара Искандаром и Испендом, однако потерпел поражение и вынужден был бежать к тимуриду Шахруху, правителю Хорасана. В 1429 году вместе с последним двинулся в поход против своего старшего брата, Кара Искандара. В 1430 году закрепился на султанском троне в Тебризе, признав вассальную зависимость от Шахруха . Впрочем, после возвращения Шахруха в Герат, против Абу-Саида выступил Кара Искандар. Борьба продолжалась до 1431 года, когда Абу Саид потерпел поражение и вскоре погиб или был казнен.